# Gagrella similaris
Gagrella similaris is een hooiwagen uit de familie Sclerosomatidae.